# Anton Preußner
Anton Preußner (* 13. Januar 2005) ist ein deutscher Handballspieler aus Gillersheim.

## Karriere

### Im Verein
Anton Preußner spielte zunächst in der Jugend für die HSG Rhumetal, bevor er 2019 in die Jugend der Füchse Berlin wechselte. Hier lief er zudem für die 2. Mannschaft in der 3. Liga auf. 2025 wechselte er auf Leihbasis zum Zweitligisten ASV Hamm-Westfalen. Seit dem Sommer 2025 steht er beim Zweitligisten HC Elbflorenz unter Vertrag.

### In Auswahlmannschaften
Mit der deutschen Jugendnationalmannschaft nahm er 2023 an der U-19-Handball-Weltmeisterschaft teil.